# Veauce
Veauce ist ein zentralfranzösischer Ort und eine Gemeinde (commune) mit 39 Einwohnern (Stand 1. Januar 2022) im Département Allier im Norden der Region Auvergne-Rhône-Alpes (vor 2016 Auvergne). Sie gehört zum Arrondissement Vichy und zum Kanton Gannat.

## Lage
Veauce liegt in der Landschaft des Bourbonnais etwa 46 Kilometer westnordwestlich von Vichy am gleichnamigen Flüsschen Veauce. Umgeben wird Veauce von den Nachbargemeinden Bellenaves im Norden und Nordosten, Valignat im Nordosten und Osten, Sussat im Osten und Süden sowie Lalizolle im Westen.

## Bevölkerungsentwicklung
| Jahr                       | 1962 | 1968 | 1975 | 1982 | 1990 | 1999 | 2006 | 2011 | 2019 |
| Einwohner                  | 75   | 60   | 44   | 36   | 30   | 46   | 42   | 39   | 39   |
| Quellen: Cassini und INSEE |      |      |      |      |      |      |      |      |      |

## Sehenswürdigkeiten
- Kirche Sainte-Croix aus dem 12. Jahrhundert
- Schloss Veauce aus dem 14./15. Jahrhundert
- Herrenhaus Les Noix aus dem 16. Jahrhundert

Siehe auch: Liste der Monuments historiques in Veauce

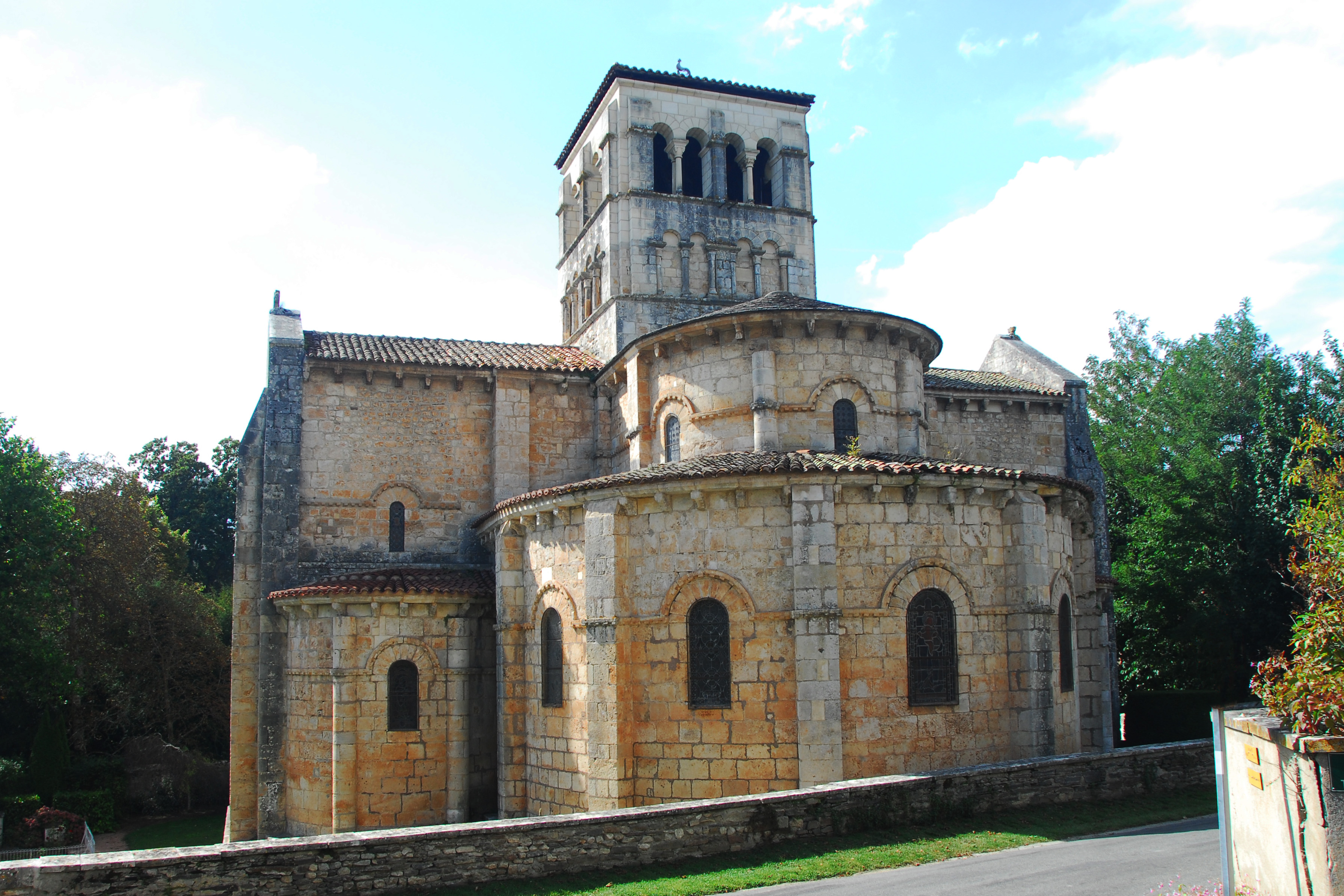
Kirche Sainte-Croix
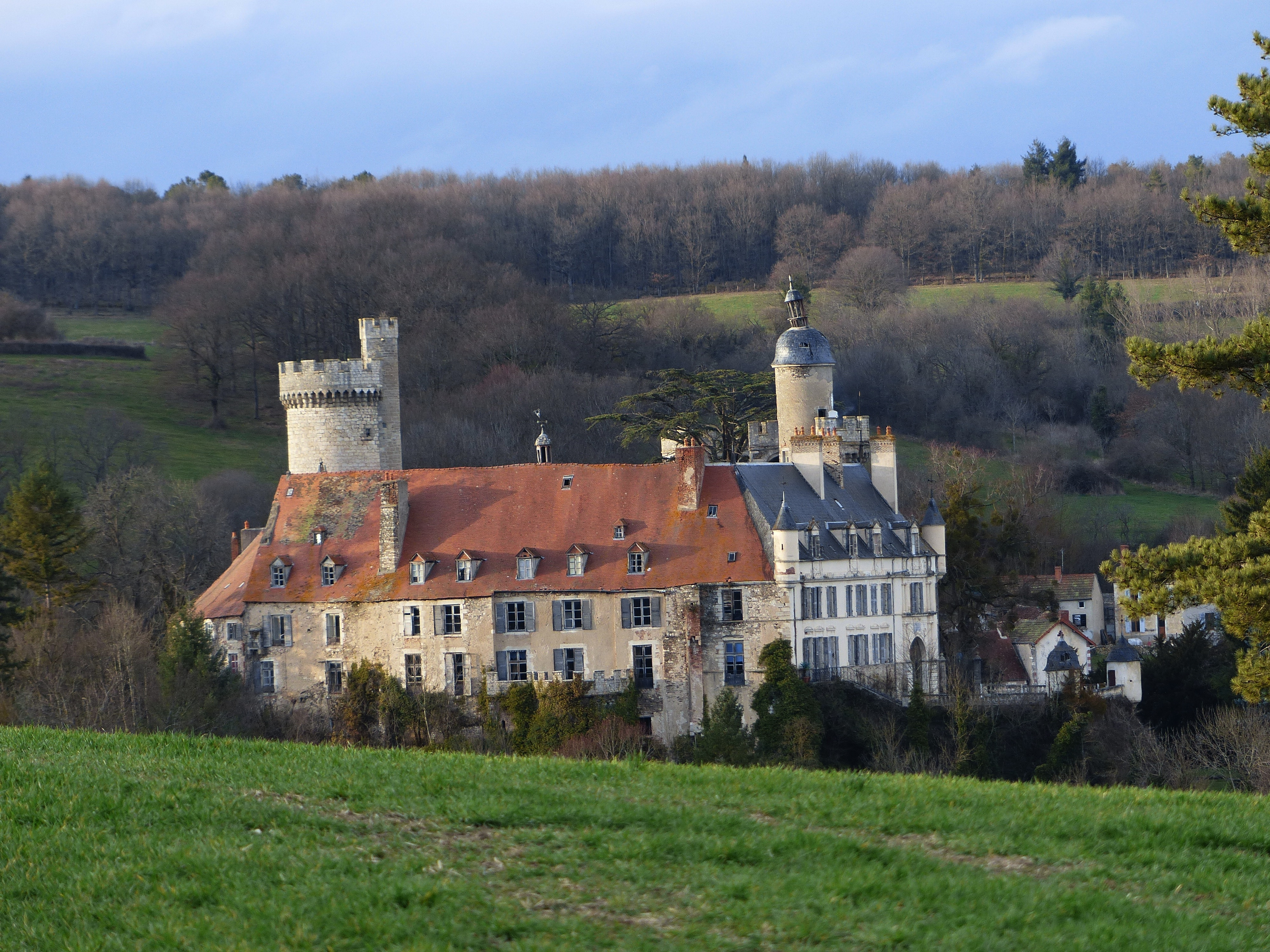
Schloss